# Ferrovia Castelvetrano-Porto Empedocle
La ferrovia Castelvetrano-Porto Empedocle era una ferrovia a scartamento ridotto che collegava Castelvetrano, in Provincia di Trapani con Agrigento, compiendo un percorso in parte costiero nella Sicilia sud occidentale.

## Storia
Il progetto di costruzione di un collegamento ferroviario da Castelvetrano ad Agrigento risale al lontano anno 1882, anno nel quale venne approntato da parte del Ministero dei lavori pubblici uno studio preliminare, che però a causa del forte campanilismo e delle rivalità tra i paesi interessati dal tracciato da seguire non ebbe seguito. Uno dei tanti propositi era quello di una ferrovia a scartamento ordinario che collegasse a Porto Empedocle le due linee provenienti da Palermo, quella attraverso le stazioni di Alcamo e Castelvetrano e quella attraverso la stazione di Aragona Caldare. 
| Tratta                      | Inaugurazione    |
| --------------------------- | ---------------- |
| Castelvetrano-Selinunte     | 20 giugno 1910   |
| Siculiana-Porto Empedocle   | 16 dicembre 1911 |
| Selinunte-Sciacca           | 21 febbraio 1914 |
| Cattolica Eraclea-Siculiana | 16 giugno 1915   |
| Ribera-Cattolica Eraclea    | 26 febbraio 1917 |
| Sciacca-Ribera              | 2 luglio 1923    |

Nel 1901 una Regia Commissione tentò di risolvere la situazione delle ferrovie complementari sicule ma adottando lo scartamento ridotto e un tracciato che zigzagando tra l'interno e il litorale non doveva scontentare nessuno ma che di fatto metteva le basi per la lenta agonia della linea negli anni a venire. Nulla di fatto fino al 1906 quando la Rete Sicula venne riscattata dalle FS e subentrando affrontarono il problema; i progetti erano pronti nel 1907 ed il 20 giugno 1910 il primo tronco della ferrovia, da Castelvetrano a Selinunte, di 13,112 km, entrava in esercizio. I lavori andavano avanti lentamente fino al 2 luglio 1923 quando con l'attivazione del tratto da Sciacca a Ribera di 22,083 km si poteva finalmente percorrere l'intera linea che però, giunti a Porto Empedocle, obbligava al trasbordo sulla linea a scartamento ordinario se si voleva raggiungere la stazione di Girgenti, rinominata nel 1927 Agrigento Bassa, che distava 5 km dal centro cittadino.
Solo nel 1933 venne costruito il tratto di circa 3 km che collega, attraverso la galleria San Gerlando da Agrigento Bassa all'attuale, nuova, stazione di Agrigento Centrale, che divenne il nuovo capolinea della linea da Palermo. Il tratto era a scartamento ordinario con interposte le rotaie a scartamento ridotto realizzando il doppio scartamento, ma lasciando ancora isolata la linea da Castelvetrano, non collegata neanche all'altra linea FS a scartamento ridotto proveniente da Canicattì e Licata, aperta nel 1924, che invece arrivava mediante tale doppio scartamento fino alla stazione centrale.
La Castelvetrano - Porto Empedocle, armata con rotaie Vignoles da 27 kg/m e traversine di legno come le altre linee secondarie della rete sicula, mostrava già molti difetti progettuali che la rendevano vecchia già all'atto della consegna: eccessiva tortuosità, lunghi tempi di percorrenza, stazioni in genere molto distanti dal centro abitato e mancanza di proseguimento fino al capoluogo. Ma soprattutto risentiva dell'impostazione originaria delle ferrovie siciliane disegnate essenzialmente in funzione del trasporto verso i porti d'imbarco del minerale di zolfo estratto nei bacini dell'interno, senza tener conto che, con la lentezza di esecuzione dei lavori, all'atto dell'apertura delle linee il traffico zolfifero era già crollato a livelli irrilevanti.
Essendo l'unica via di comunicazione, all'epoca, poteva essere accettabile, dato che la rete stradale era inesistente; ma i miglioramenti stradali avvenuti negli anni immediatamente successivi che permettevano di arrivare nel cuore dei centri abitati anziché in aperta campagna, la necessità di trasbordare le merci nelle stazioni a scartamento ordinario e il crollo definitivo dell'attività estrattiva zolfifera le diedero il colpo di grazia.

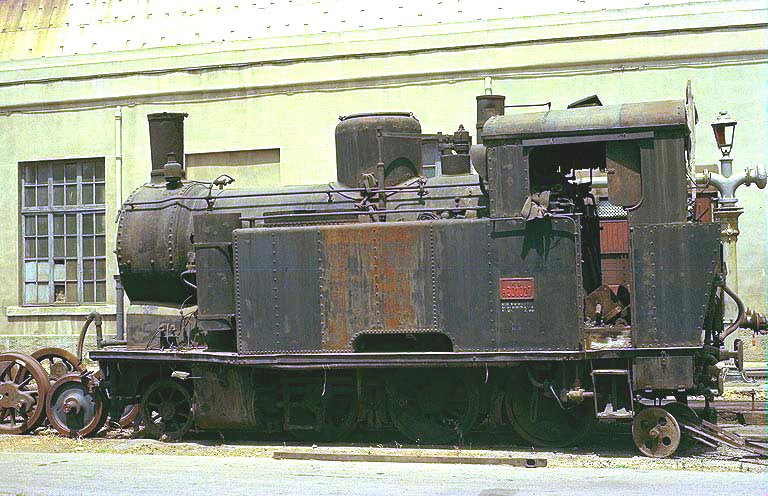
Locomotiva FS 301.027 abbandonata nel Deposito locomotive di Castelvetrano

Nel 1949 con l'arrivo delle automotrici RALn 60, che fin da subito presero in carico la gran parte dei servizi passeggeri, fino ad allora espletati solo con locomotive a vapore R301 e R302 fece registrare un incremento consistente del traffico passeggeri, segno che vi era una domanda di trasporto ancora elevata. Le tipologie di treni circolanti fino all'entrata in servizio delle RALn 60 erano due, i misti e gli omnibus, questi ultimi erano convogli formati soltanto da carrozze, mentre i misti, unici convogli che percorrevano la linea nella sua interezza, erano di fatto dei treni merci a cui venivano agganciate alcune vetture per il trasporto dei passeggeri, con il treno che fermava in tutte le stazioni e fermate, effettuando, ove richiesto, lo scarico e carico delle merci comprese le necessarie manovre di composizione e scomposizione del convoglio, cosa che comportava tempi di percorrenza decisamente maggiori rispetto agli omnibus. Con l'entrata in servizio delle RALn 60 rimaneva ancora qualche omnibus svolto con le R301 e 302 con servizio di sola terza classe, abolita nel 1956, unici convogli a percorrere tutta la linea in circa 7 ore.

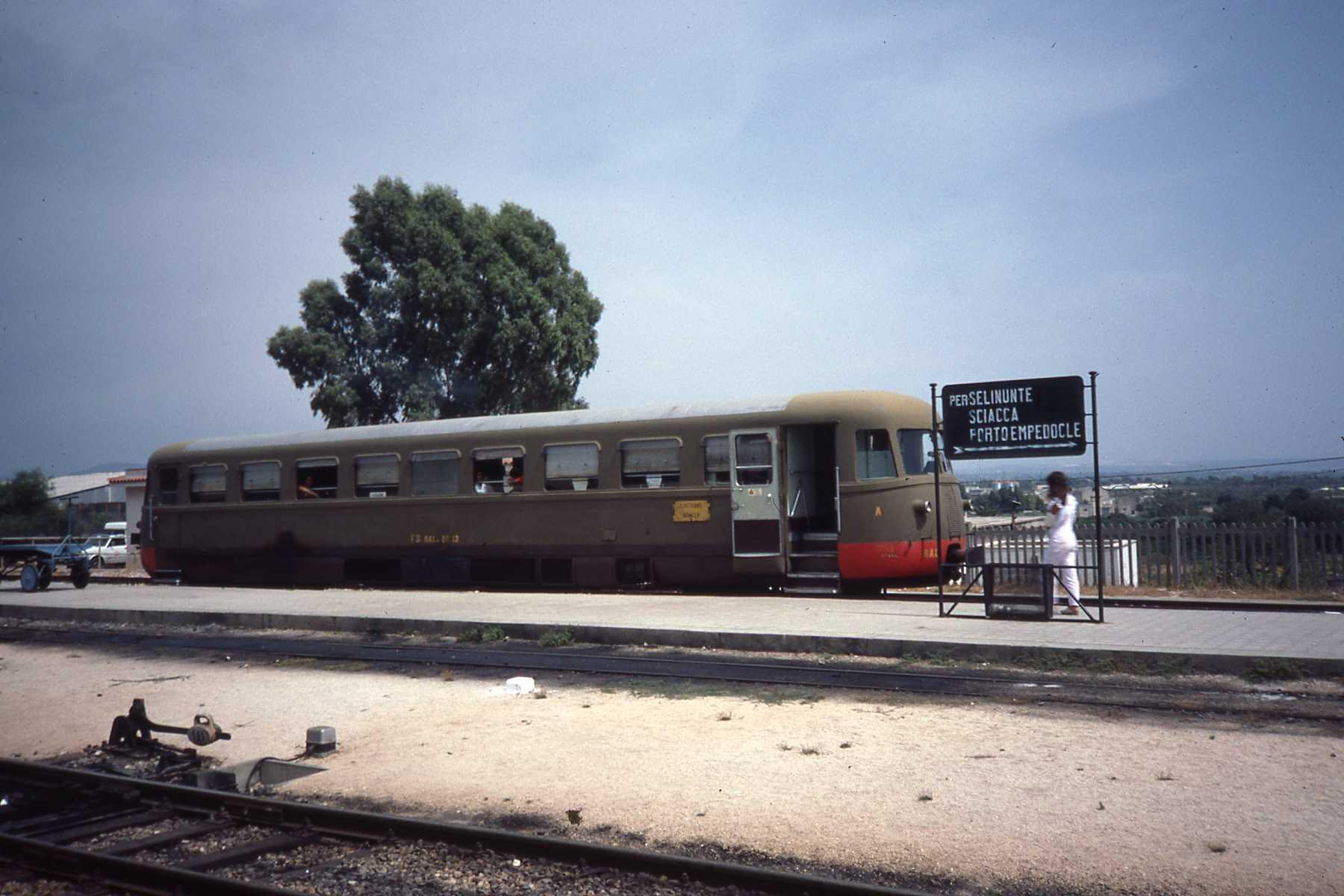
Automotrice RALn 6013, in sosta nella stazione di Castelvetrano, nel 1984

Le nuove automotrici RALn60, sulle linee, a scartamento ridotto si dimostrarono, da subito, funzionali allo scopo e, impiegate sulla tratta tra Agrigento e Castelvetrano permisero un aumento dei viaggiatori; numerosissimi furono i pendolari che raggiungevano ogni giorno le fabbriche della Montecatini di Porto Empedocle.
Il 20 maggio 1951 la linea venne finalmente prolungata da Porto Empedocle fino ad Agrigento Bassa utilizzando il tracciato della linea a scartamento ordinario già esistente Porto Empedocle e Agrigento Bassa, mediante l'interposizione di una rotaia all'interno del binario a scartamento normale, creando un binario a scartamento ridotto all'interno del binario a scartamento ordinario. Da Agrigento Bassa, i treni provenienti da Castelvetrano potevano proseguire fino ad Agrigento Centrale, sfruttando il tratto comune alla linea Agrigento - Licata. Il collegamento era stato fatto, tuttavia, in ritardo sui tempi di quasi mezzo secolo rendendone ormai quasi vana l'esecuzione. Gli omnibus che effettuavano servizio soltanto tra Agrigento e Porto Empedocle Succursale venivano svolti esclusivamente con materiale a scartamento ordinario. Grazie all’introduzione dei servizi effettuati con le RALn 60, i tempi di percorrenza diminuirono parecchio, con le automotrici che impiegavano 5 ore per percorrere tutta la linea, quasi 2 in meno dei convogli a vapore.
L'entrata in servizio delle automotrici RALn 60 tuttavia costituì l'unico concreto tentativo di recupero e all'introduzione dei nuovi mezzi non fecero seguito interventi strutturali; la linea, già in condizioni pietose di armamento, venne lasciata priva di qualunque ammodernamento o manutenzione, con il sistema di segnalamento limitato ai soli pali indicatori delle stazioni e l'esercizio a Dirigenza unica, tutte condizioni che comportavano pesanti limitazioni d'esercizio e abbassamento della velocità commerciale a livelli irrisori. Il vero problema non era la mancanza di utenza ma l'assoluta indifferenza alle richieste provenienti da più parti, anche delle istituzioni locali, di una trasformazione a scartamento ordinario e un ammodernamento della importante relazione costiera. Ogni richiesta rimase inascoltata; erano gli anni in cui da più parti si riteneva il treno un mezzo ormai obsoleto e il futuro tutto dei mezzi su gomma e così molte tratte siciliane vennero dismesse; la Castelvetrano-Porto Empedocle-Agrigento sopravvisse sia per il forte traffico viaggiatori che ne veniva veicolato, sia per la mancanza di alternative, venuta meno con l'ammodernamento e la realizzazione delle varianti della Strada statale 115 Sud Occidentale Sicula. 
La Castelvetrano-Agrigento ormai perdeva di giorno in giorno utenti, sia a causa dei lunghi tempi di percorrenza che dell'offerta disarmonica di treni i cui orari erano compilati più per risparmiare personale e mezzi che per venire incontro alla richiesta dei viaggiatori. Un timido rilancio per la linea sembrò arrivare dal servizio merci a servizio della segheria di Sciacca, che aumentata la produzione continuava a servirsi del vettore ferroviario; addirittura le FS, per agevolare la movimentazione dei tronchi e delle tavole più lunghe, ricavarono dei carri pianali dai telai di alcune carrozze a carrelli in demolizioni. Anche a Menfi, nel periodo della vendemmia, un'industria vinicola di grandi dimensioni caricava parecchi carri cisterna, ma tuttavia anche la contrazione del traffico merci era drastica e senza possibilità di espansione dato l'handicap dello scartamento; un tentativo era stato fatto verso la metà degli anni sessanta, con l'introduzione di speciali carri per trasporto di carri ordinari, ma la loro circolazione era tuttavia limitata a Sciacca stazione limite del tratto privo di gallerie, che, a causa della loro sagoma ridotta, non permettevano il transito dei carri a scartamento normale posti sui carri speciali a scartamento ridotto tra questa stazione e Porto Empedocle.
Il 19 luglio 1966, quando una grande frana ad Agrigento causò l'inagibilità di centinaia di palazzi in condominio, costruiti su terreni instabili, e migliaia di senzatetto, la linea ebbe un'improvvisa impennata della domanda di trasporto di ogni genere di approvvigionamento e attrezzatura per fronteggiare l'emergenza, in quanto era l'unica infrastruttura in grado di affrontarla, stante la difficile viabilità esistente; furono effettuati fino a cinque o sei treni merci al giorno trainati dalle R.302.
Nel 1975, scomparsi tutti i servizi passeggeri effettuati con le locomotive a vapore, con conseguente estinzione totale del parco vetture passeggeri, il numero delle corse si era già ridotto a tre coppie di treni che percorrevano l’intero percorso, mentre gli altri convogli si attestavano e partivano da Ribera e da Sciacca, dove avveniva la rottura di carico. Le coincidenze con i treni a Castelvetrano e Agrigento erano comunque ancora molte. A Castelvetrano, per chi, proveniente da Palermo e avesse dovuto poi recarsi a Selinunte e oltre, vi era il 6791, che arrivava a Castelvetrano alle 14:36, in coincidenza con il treno 11433 per Agrigento, che partiva sulla banchina, tuttora esistente, a fianco allo scartamento ordinario alle 14:42; viceversa il treno a scartamento ridotto 11422 arrivava a Castelvetrano alle 7:57 giusto in tempo per il 34870 diretto a Palermo, in partenza alle 8:08. C’erano poi coincidenze per Trapani: il 11426 da Agrigento giungeva a Castelvetrano alle 10:27 trovando pronto il treno 6785 che partiva alle 10:38. Coindidenze anche ad Agrigento: il 34865 da Palermo giungeva ad Agrigento Centrale alle 12:41 e trovava coincidenza con il treno 11432 per Castelvetrano delle 12:51, dove giungeva alle 17:47 In generale i convogli che effettuavano coincidenza avevano programmato in orario alcuni minuti in più di sosta in caso il treno con cui dovevano fare coincidenza fosse giunto con qualche minuto di ritardo. Un perfetto esempio di integrazione delle due reti, quella a scartamento ridotto e quella a scartamento ordinario.

### La fine
Il 23 febbraio 1976, dopo una chiusura per lavori, ufficialmente di manutenzione del viadotto sul fiume Akragas, del tratto tra Porto Empedocle ed Agrigento Bassa, il 26 febbraio 1976, terminati i lavori, la tratta venne privata del binario a scartamento ridotto. L'esercizio venne ripreso il giorno dopo 27 febbraio 1976, ma solo per il servizio merci, mentre i servizi passeggeri affidati ad autoservizi sostitutivi e la tratta classificata raccordo. Nel novembre del 1976 il maltempo causò vasti smottamenti tra Sciacca e Ribera, che causarono una lunga chiusura per oltre quaranta giorni, e altri dissesti, anche se di entità minore si verificano tra Sciacca e Porto Empedocle; privata ormai del tronco più frequentato la linea iniziò a perdere sempre più passeggeri. Dal dicembre del 1977 al gennaio 1978 il servizio venne sospeso da Realmonte ad Agrigento e sostituito da autocorse, ufficialmente a causa della carenza di personale, impegnato sulla tratta da Ribera a Castelvetrano dove si effettuavano diversi treni straordinari per la campagna agrumaria, ma qualche mese dopo venne definitivamente chiuso tutto il tratto tra Ribera e Porto Empedocle e il servizio affidato ad autocorse sostitutive.
Le RALn 60 continuarono a svolgere i pochi servizi passeggeri tra Castelvetrano e Ribera, mentre alle ultime R.302 del Deposito Locomotive di Castelvetrano, ad alimentazione mista carbone/nafta, ultimi servizi a vapore in Italia, venne affidata la trazione dei treni merci.
La crisi era sempre più evidente; un timido tentativo di rilancio per la linea sembrò arrivare dal servizio merci a servizio della segheria di Sciacca che aumenta la produzione e continua a servirsi del vettore ferroviario e le FS, per agevolare la movimentazione dei tronchi e delle tavole più lunghe, ricavarono dei carri pianali dai telai di alcune carrozze a carrelli in demolizioni e anche a Menfi, nel periodo della vendemmia, un'industria vinicola di grandi dimensioni, movimentava numerosi carri.

Locomotiva RD 142.2001 ferma nella stazione di Castelvetrano nel settembre 1983

In attesa di decisioni sul futuro, tra voci di potenziamento e voci sempre più minacciose di chiusura, le FS si trovarono a dover affrontare il problema dei mezzi di trazione: se le RALn 60 erano più che sufficienti per assicurare i treni viaggiatori, le R302 erano ormai, per ragioni di anzianità di servizio, del tutto inadatte alla trazione, tanto che nel 1983 ne erano rimaste attive due sole unità. 

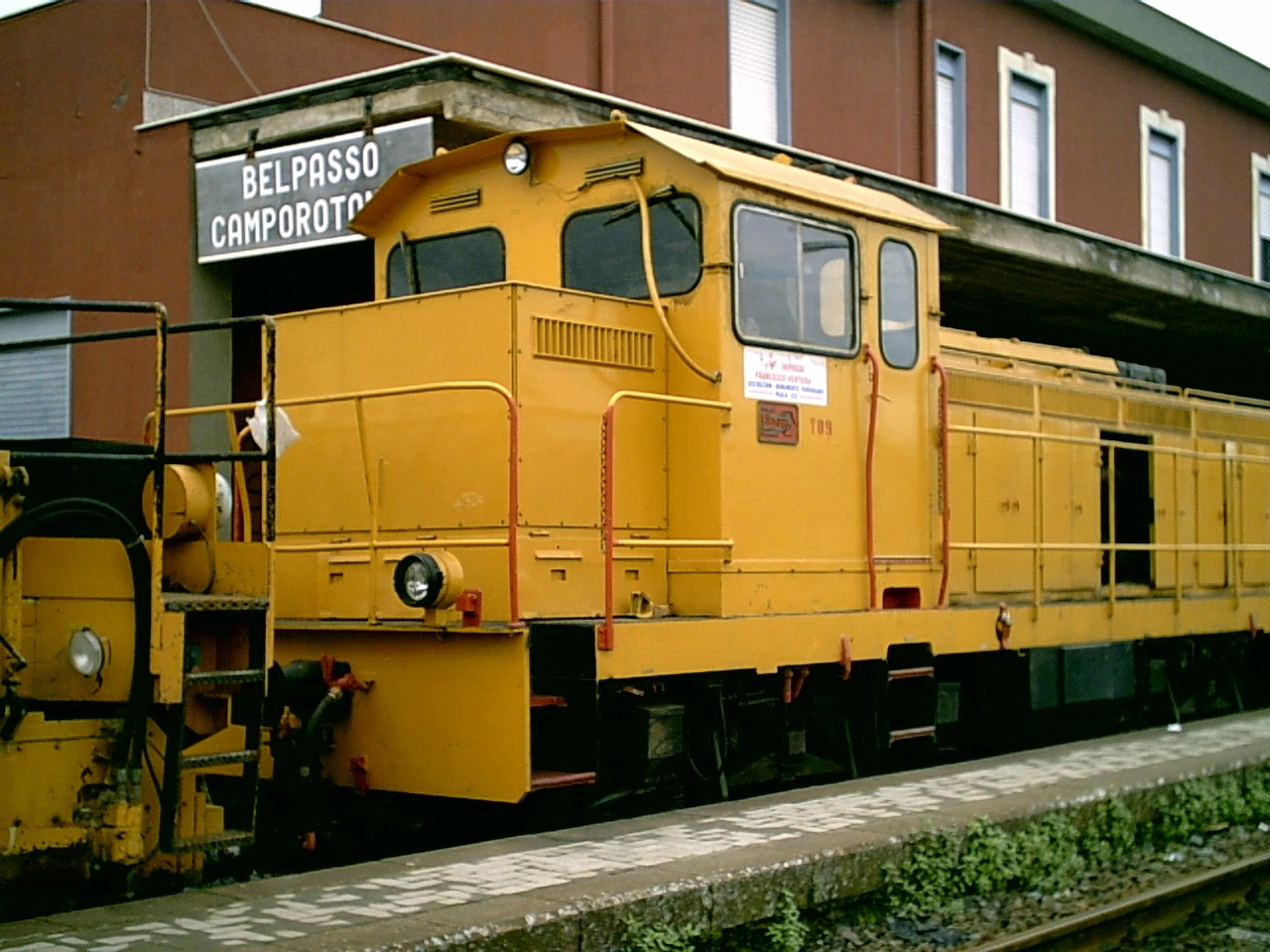
Locomotore RD 142, ceduto alla ditta di lavori ferroviari Ventura

Nel 1978 le FS, nella più totale incertezza sul futuro della linea, dovendo scegliere se reperire presso altre amministrazioni o ordinare nuove locomotive all'industria, scelsero di ordinare alla FIPEM di Reggello (FI) un nuovo tipo di locomotiva, pensato non soltanto per il servizio da manovra, per il quale bastavano i due automotori R212 del DL di Castelvetrano, ma anche per quello di linea. In attesa dei nuovi mezzi, per il servizio merci, vennero utilizzate le RALn 60, attrezzate con barra rigida per poter trainare i carri. Le nuove locomotive, classificate RD.142.2001 e RD.142.2002, che avrebbero dovuto dare nuovo impulso al traffico merci della linea, ma costruite quando ormai era troppo tardi, vennero consegnate alla fine del 1981 ma, dopo le varie prove e l'abilitazione del personale, entrarono in funzione solo all'inizio del 1983, al traino dei sempre più rari treni merci e con la linea che, quando queste macchine presero servizio, era già stata limitata a Ribera.
I limiti del trasporto passeggeri e merci, sia in termini di velocità che di capacità, avevano allontanato la clientela generando una sproporzione fra i modesti ricavi e gli alti costi e inoltre dagli anni settanta il miglioramento della viabilità parallela rese insostenibile il confronto per comfort, costo e accessibilità con i servizi gommati e la mobilità individuale.
Con la chiusura della tratta Ribera-Porto Empedocle e il servizio svolto con autobus sostitutivi i cambiamenti di orario furono in peggio per l'utenza e le coincidenze con i bus sostitutivi spesso non erano ben studiate, con la corsa sostitutiva che in alcuni casi partiva un’ora dopo l’arrivo del treno.
Il 31 dicembre 1985 fu l'ultimo giorno di vita del residuo dell'ultima linea a scartamento ridotto delle FS che, nata dopo una gestazione troppo lunga, si era trovata già vecchia in un mondo ormai cambiato; il treno merci 59751 Castelvetrano - Sciacca, trainato dalla RD. 142.2002 ne fu l'ultimo a percorrerla. Dal 1º gennaio 1986 cessarono tutti i servizi passeggeri e merci. Venne mantenuta nell'orario FS, per alcuni anni ancora, una coppia di autocorse sostitutive.
Con DPR n.1003 del 31 dicembre 1986 venne disposta la soppressione definitiva della tratta Ribera-Porto Empedocle, chiusa dal 1978 e negli anni successivi ebbe inizio la vendita dei mezzi superstiti. 
Il decreto ministeriale n. 08T del 14 marzo 2004 emanato dal Ministro delle infrastrutture e dei trasporti Pietro Lunardi, in risposta all'istanza del 18 luglio 2002 con cui l'amministratore delegato di RFI S.p.A. comunicava la rinuncia alla concessione dell'esercizio ferroviario della tratta Castelvetrano-Ribera, autorizzò la dismissione definitiva della tratta in questione.
Con quest'ultimo atto svaniva ogni possibilità di ammodernamento, nonostante le istanze esistenti. L'intera Sicilia sud occidentale rimaneva definitivamente priva di trasporto ferroviario tra Agrigento e Castelvetrano.

### Materiale rotabile presente all'atto della chiusura

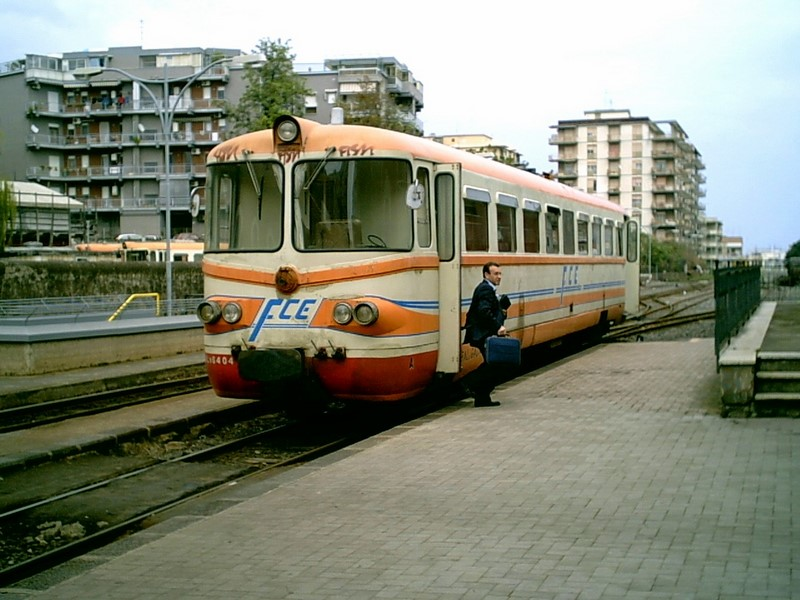
Una automotrice RALn60 trasformata nella nuova versione RALn64 FCE

Nel Deposito di Castelvetrano, erano concentrati in accantonamento i seguenti rotabili:
Locomotive
- R.212, nº 2 (RD.212.401, RD.212.402);
- R.302, nº 3 (R.302.023, R.302.028, R.302.033);
- RD.142, nº 2 (RD.142.2001, RD.142.2002);
- RALn 60, nº 17;
- RLDn 32, nº 4;

Carri di vario tipo, tra cui un bagagliaio a carrelli, con cassa in legno e terrazzini DFT 8801, una serie di carri merci aperti e chiusi compresi anche un paio di gru, una sorta di carro attrezzi un carro pianale a scartamento ordinario Prz 696.207 per trasporto rotabili a scartamento ridotto e carri da trasporto speciali Prnz 68.100 che permettevano il trasbordo e la circolazione diretta di carri a scartamento ordinario su linee a scartamento ridotto. 
Negli anni successivi cinque automotrici RALn 60, di cui una, la RALn 6018, appartenente al Deposito di Castelvetrano, vennero vendute alla FCE; le due locomotive diesel RD.142, tra il 1987 e il 1989, a ditte di lavori ferroviari.
Il restante materiale, di trazione e rimorchiato, è rimasto abbandonato ed inutilizzato.

### Stato della linea
I fabbricati delle ex-stazioni, seppur quasi tutti abbandonati, sono generalmente in buono stato nel tratto dismesso più recentemente, mentre appaiono in condizioni peggiori da Ribera a Porto Empedocle pur non mancando qualche esempio di recupero. Viadotti e gallerie sono generalmente in discreto stato. 
- tratta Castelvetrano - Ribera: la sede ferroviaria è chiaramente rintracciabile per quasi l’intera estensione, con il binario esistente in buona parte del tracciato e i fabbricati viaggiatori ancora in discrete condizioni. La ex-stazione di Selinunte è stata ristrutturata come B&B, ma nel piazzale sono stati lasciati due tronchi di binario a ricordo della ex-ferrovia. Il tratto tra Porto Palo e il viadotto sul fiume Carboj l'ex-sedime è stato recuperato e trasformato in percorso ciclo-pedonale; una proposta sviluppata in collaborazione tra l'Associazione Sicilia in Treno ed il Comune di Castelvetrano prevederebbe l'istituzione di un esercizio a scopo turistico, sia con rotabili storici che con ferrociclo, del tratto da Castelvetrano a Selinunte e sino alla Foce del Belìce, con fermata presso il Parco archeologico di Selinunte.[15]
- tratta Ribera - Porto Empedocle: la sede ferroviaria, abbandonata già dal 1978 e non più armata è stata in parte alienata ed è diventata per lunghi tratti una strada campestre, mentre tende a scomparire nelle aree urbane, spesso inglobata nelle proprietà confinanti o trasformata in strada pubblica.
- tratto Porto Empedocle - Agrigento Bassa: è ancora in esercizio, come raccordo, il solo binario a scartamento normale elettrificato; nel 2001 furono attivati alcuni servizi passeggeri, nei soli giorni festivi dell'estate fino a settembre, con una fermata creata ad hoc nei pressi del Tempio di Vulcano inaccessibile dalla strada, che è stata raggiunta con il treno storico organizzato dall'Associazione TRENO D.O.C., in occasione delle giornate conclusive della Sagra del mandorlo in fiore, ed il Treno dei Templi per la visita del giardino della Kolymbetra, gestito dal FAI, e del Parco archeologico e paesaggistico della Valle dei Templi. Dal giugno del 2010 l'associazione Ferrovie Kaos ha organizzato alcuni convogli straordinari denominati Akragas Express che hanno fatto registrare migliaia di presenze[16]. Dopo alcuni mesi di chiusura, l'8 giugno del 2014 la ferrovia Agrigento Bassa - Porto Empedocle è stata inserita da Fondazione FS Italiane nel progetto denominato "binari senza tempo" e trasformata a tutti gli effetti in ferrovia turistica denominata Ferrovia dei Templi. Tra giugno e agosto 2014 sui treni settimanali straordinari si è registrato il tutto esaurito.[17] L'ottocentesca Stazione di Porto Empedocle C.le, tutelata dalla Soprintendenza ai Beni Culturali di Agrigento, è gestita in regime di convenzione con Fondazione FS Italiane e Rete Ferroviaria Italiana, dall'associazione Ferrovie Kaos che ne cura il decoro, il mantenimento e la pubblica fruizione; un progetto prevede la trasformazione della tratta compresa tra la stazione di Agrigento Bassa e la Stazione di Porto Empedocle Succursale in funzione di metropolitana di superficie.[18]

## Caratteristiche
La circolazione dei treni sulla linea avveniva, sino alla chiusura, a Dirigenza unica con sede a Sciacca con l'ausilio dei Dirigenti Locali di Castelvetrano, Magazzolo e Porto Empedocle.

Il ponte ferroviario sul Belice

Le stazioni per la gran parte erano sprovviste di qualunque sistema di segnalamento e munite di un solo palo indicatore a strisce bianche e nere oblique posto a un centinaio di metri dallo scambio d'ingresso della stazione; questo stabiliva il punto di arresto del treno in arrivo in una stazione di incrocio o precedenza. Ciò creava le premesse per una lunga attesa in quanto il treno poteva avanzare fino alla stazione solo quando veniva chiamato a farlo mediante segnalazione a mano con bandiera o lanterna di servizio. L'avanzamento del treno poteva poi avvenire non superando la velocità di 15 km orari nell'impegnare lo scambio.

Automotrice RALn 60.23 attraversa il ponte sul Belice in direzione Castelvetrano

La linea, dal percorso molto tortuoso, presentava una pendenza massima del 25 ‰. Da Castelvetrano a Sciacca non vi erano gallerie; dopo Sciacca ve ne era una sotto l'abitato di Sciacca e una, la più lunga della linea, di poco oltre 3 700 m prima di giungere alla stazioncina di Verdura, che nel progetto originario avrebbe dovuto avere il nome di Bivio Sciacca, ed essere di diramazione per la costruenda linea ferroviaria per Caltabellotta e San Carlo, il capolinea sud della linea per Palermo Sant'Erasmo. Altre gallerie dopo la stazione di Ribera sotto l'abitato di Ribera e una sotto un colle prima di raggiungere la stazione di Cattolica Eraclea. I ponti erano di poco conto eccetto quello a 5 luci sul fiume Modione, quello in ferro, da 50 m, sul fiume Belice e quello a 5 luci sul fiume Verdura. Tra Castelvetrano e Porto Empedocle Centrale vi erano 26 ponti e viadotti importanti, 9 gallerie (la più lunga di 3 768 m) e 525 opere d'arte minori. Le case cantoniere doppie erano 71, a cui si aggiungeva una casa cantoniera semplice e 12 garette.
La velocità in linea era molto bassa; 30 km/h per i treni e 45 km/h, in qualche tratto 50 km/h, per le automotrici e ciò a causa dell'armamento leggero e malandato.

### Percorso
| Continuation backward |

| Unknown route-map component "d" | Unknown route-map component "eABZg+l" | Unknown route-map component "exdCONTfq" |

| Station on track |

| Unknown route-map component "dCONTgq" | Unknown route-map component "xABZgr" | Unknown route-map component "d" |

| Unknown route-map component "exSKRZ-Mu" |

| Unknown route-map component "exhKRZWae" |

| Unknown route-map component "exSKRZ-G2BUE" |

| Unknown route-map component "exHST" |

| Unknown route-map component "exSKRZ-G2BUE" |

| Unknown route-map component "exHST" |

| Unknown route-map component "exSKRZ-G2BUE" |

| Unknown route-map component "exBHF" |

| Unknown route-map component "exhKRZWae" |

| Unknown route-map component "exHST" |

| Unknown route-map component "exHST" |

| Unknown route-map component "exSKRZ-G2BUE" |

| Unknown route-map component "exBHF" |

| Unknown route-map component "exhbKRZWae" |

| Unknown route-map component "exhKRZWae" |

| Unknown route-map component "exBHF" |

| Unknown route-map component "exSKRZ-G2BUE" |

| Unknown route-map component "exhbKRZWae" |

| Unknown route-map component "exBRÜCKE2" |

| Unknown route-map component "exBHF" |

| Unknown route-map component "exSKRZ-G2BUE" |

| Unknown route-map component "extSTRa" |

| Unknown route-map component "extSTR" |

| Unknown route-map component "extSTRe" |

| Unknown route-map component "exhbKRZWae" |

| Unknown route-map component "exhSTRae" |

| Unknown route-map component "exHST" |

| Unknown route-map component "exhbKRZWae" |

| Unknown route-map component "exhbKRZWae" |

| Unknown route-map component "extSTRa" |

| Unknown route-map component "extSTR" |

| Unknown route-map component "extSTR" |

| Unknown route-map component "extSTRe" |

| Unknown route-map component "exhbKRZWae" |

| Unknown route-map component "exHST" |

| Unknown route-map component "exTUNNEL2" |

| Unknown route-map component "exHST" |

| Unknown route-map component "d" | Unknown route-map component "exABZgLl" | Unknown route-map component "exdCONTfq" |

| Unknown route-map component "exhKRZWae" |

| Unknown route-map component "exBHF" |

| Unknown route-map component "extSTRa" |

| Unknown route-map component "extSTR" |

| Unknown route-map component "extSTRe" |

| Unknown route-map component "exhKRZWae" |

| Unknown route-map component "exBHF" |

| Unknown route-map component "d" | Unknown route-map component "exABZgl" | Unknown route-map component "exdCONTfq" |

| Unknown route-map component "exHST" |

| Unknown route-map component "exhKRZWae" |

| Unknown route-map component "extSTRa" |

| Unknown route-map component "extSTR" |

| Unknown route-map component "extSTRe" |

| Unknown route-map component "exBHF" |

| Unknown route-map component "exhbKRZWae" |

| Unknown route-map component "exHST" |

| Unknown route-map component "exHST" |

| Unknown route-map component "exhbKRZWae" |

| Unknown route-map component "exHST" |

| Unknown route-map component "exhbKRZWae" |

| Unknown route-map component "exHST" |

| Unknown route-map component "exHST" |

| Unknown route-map component "exhbKRZWae" |

| Unknown route-map component "exHST" |

| Unknown route-map component "exSKRZ-G2BUE" |

| Unknown route-map component "exBHF+KHSTa" |

| 122+370 |
| 144+440 |

| Unknown route-map component "exKBHFaq" | Unknown route-map component "edABZgr" |  |

| Unknown route-map component "HSTeBHF" |

| 123+077 |
| 143+733 |

| Enter and exit tunnel |

| Unknown route-map component "hKRZWae" |

| Stop on track |

| Enter and exit short tunnel |

| Unknown route-map component "hbKRZWae" |

| Unknown route-map component "SKRZ-G2u" |

| Enter and exit tunnel |

| Unknown route-map component "SKRZ-G2BUE" |

| Unknown route-map component "SKRZ-G2BUE" |

| Enter and exit short tunnel |

| Unknown route-map component "KBHFaq" | Unknown route-map component "dKRZu" | Unknown route-map component "STR+r" |

|  | Unknown route-map component "dSHI3g+l" | Unknown route-map component "SHI3r" |

| Station on track |

| 134+389 |
| 134+384 |

| Unknown route-map component "d" | Unknown route-map component "xABZgl" | Unknown route-map component "dCONTfq" |

| Unknown route-map component "exCONTf" |

La linea dalla stazione di Castelvetrano si diramava dalla linea Palermo-Trapani via Castelvetrano, puntando a sud-est verso Marinella di Selinunte. Dopo aver scavalcato al km 4+929 il fiume Modione con un ponte in muratura a 5 arcate di 10 metri ciascuna, e superato la fermata di Santa Teresa Selinuntina, aperta nel 1946 in sostituzione della fermata di Latomie, e superato la vecchia fermata di Latomie, nel punto in cui la linea incrociava la strada provinciale 56, la linea raggiungeva la stazione di Selinunte, il cui fabbricato è stato ristrutturato come B&B, ma nel piazzale, per la gran parte pavimentato, sono stati lasciati due tronchi di binario per continuare a fare vivere il ricordo della ex-ferrovia.

Automotrice RALn 60.21 in transito davanti ai templi greci dell'area archeologica di Selinunte. Sullo sfondo il Tempio di Hera

La stazione, inaugurata il 20 giugno 1910 insieme alla tratta Castelvetrano-Selinunte rimase stazione di testa per quasi quattro anni fino al 21 febbraio 1914 quando venne aperta il tratto Selinunte-Sciacca, ed è ubicata nella località di Marinella, non lontana dall'area archeologica di Selinunte, davanti alla quale la linea passava poco prima di entrare nella stazione. In questa tratta la linea affiancava in parte la statale 115 diramazione.
Lasciata la stazione di Selinunte presso il km 15+059 si trova la casa cantoniera doppia, una struttura, attualmente di proprietà della Provincia Regionale di Trapani, posta a pochissima distanza dal ben più famoso ponte in ferro che scavalca il fiume Belìce, che ricade all'interno della Riserva naturale Foce del Fiume Belice e dune limitrofe, istituita nel 1984 e gestita dalla provincia di Trapani. 
Dopo aver attraversato al km 15+685 la foce del Belice con il ponte in ferro di 50 metri, ad unica campata a travata metallica, al km 16+297, poco oltre il ponte in ferro sul fiume Belìce la linea attraversava un ponte in muratura ad arco, che con Decreto nº 9 del 2 gennaio 2013 del Dirigente Generale dell’Assessorato dei Beni Culturali e dell’Identità Siciliana della Regione Siciliana è stato dichiarato bene di interesse culturale, e come tale sottoposto alle disposizioni di tutela previste dal Decreto Legislativo nº 42 del 22 gennaio 2004 (“Codice dei beni culturali e del paesaggio”) che vincola qualsiasi intervento su esso o che comunque possa interferire con la sua integrità alla preventiva autorizzazione della Soprintendenza ai beni culturali di Trapani. 

Automotrice RALn 60 con rimorchiata RDLn 32 in transito sul Ponte sul Belice

Superata la fermata di Belice Mare la linea attraversava territori di importante produzione vitivinicola e di particolare interesse e pregio ambientale, fra i quali la borgata marinara di Porto Palo, antico approdo dei greci di Selinunte, con la fermata localizzata immediatamente dopo la borgata, raggiungendo poi Menfi e, superato il fiume Carboj entrava nel territorio di Sciacca.
Quello che era il tracciato della linea, da poco oltre la fermata di Belice Mare, fino al fiume Carboj è stato riconvertito in un percorso ciclopedonale che offre ai cicloturisti e ai turisti amanti delle lunghe passeggiate un meraviglioso palcoscenico naturale che costituisce un insieme di archeologia e paesaggio marino e montano, di rilevanza turistica non trascurabile.
La pista ciclabile misura complessivamente circa 17 km distinti nelle due tratte che si diramano ad ovest ed a est del centro urbano di Menfi ed è denominata pista ciclabile di Menfi.
Il percorso che si snoda ad est, dalla periferia del centro urbano di Menfi, parte poco oltre la ex stazione ferroviaria e giunge fino al fiume Carboj, al limite del territorio del Comune di Sciacca, ed ha una lunghezza di 8 824,30 metri, mentre il percorso che si snoda ad ovest del centro urbano di Menfi, parte dalla ex stazione ferroviaria di Menfi arrivando fino al Vallone Gurra di Mare, nei pressi della contrada e della fermata di Belice Mare, allacciandosi alla linea dismessa ricadente nel territorio del Comune di Castelvetrano; tale tratta del percorso ha una lunghezza di 7 943,95 metri e prevede, lungo il percorso, punti di sosta ombreggiati, fontanelle, bagni e punti di informazione.

RALn 60 all'uscita della galleria di Sciacca attraversa il viadotto sopra il vallone Cava di Lauro

La linea, superato il torrente Belicello con un viadotto a tre arcate di 10 metri ciascuna e il fiume Carboj con un altro viadotto a tre arcate di 10 matri ciascuna entrava nel territorio del comune di Sciacca, dove la prima stazione che incontrava era quella di Capo San Marco, specialmente destinata all'esportazione dei prodotti agricoli di quella contrada ed oggi abbandonata e con gli ingressi murati; la linea proseguendo lambiva la ex tonnara, ora riconvertita in un complesso turistico e superava via Gaie di Garaffe con un cavalcavia prima di entrare nella Stazione di Sciacca, il cui fabbricato, abbandonato ma in discreto stato di conservazione e vincolato dalla Soprintendenza ai Beni Culturali di Agrigento, risulta venduto a privati ed è interessato da lavori di ristrutturazione, mentre l'ex magazzino merci e il locale dei servizi igienici sono in stato di abbandono e di degrado.
In tale tratta la linea in gran parte è armata e in quasi tutto il territorio comunale di Sciacca l'ex-sedime risulta ancora armato, compresi i viadotti, in discreto stato di conservazione.
Immediatamente all'uscita della stazione il percorso incontrava la prima galleria, lunga poco più di un chilometro, sotto l'abitato di Sciacca, attraversando alla periferia di Sciacca alcuni viadotti, il primo dei quali, quello sul vallone Cava di Lauro, all'uscita della galleria.

Locomotiva R.302.028 al traino di un treno merci sul viadotto sopra il vallone Cava di Lauro all'ingresso della galleria di Sciacca

Proseguendo giungeva alla fermata di Carabollace, attivata nel 1962, in sostituzione della fermata di Bellapietra; proseguendo la linea scavalcava con un viadotto a cinque luci di 15 metri ciascuna, il vallone di Carabollace, entrando nella galleria San Giorgio, la più lunga della linea di oltre 3700 metri e superato con un altro viadotto il torrente Bellapietra, incontrava la ex fermata di Bellapietra, chiusa nel 1961, che prendeva nome dall'omonimo torrente. Dopo avere attraversato un'altra breve galleria la linea raggiungeva la stazione di Verdura.
La stazione di Verdura inizialmente venne denominata Bivio Sciacca, in quanto avrebbe dovuto essere punto di diramazione per la linea ferroviaria, in progetto, per Burgio, che, passando per le stazioni di Sant'Anna di Caltabellotta e Villafranca, collegandosi con la Castelvetrano-San Carlo-Burgio avrebbe costituito una linea circolare, che da Castelvetrano andando verso San Carlo, Burgio, Sant'Anna di Caltabellotta, Villafranca e Bivio Sciacca sarebbe tornata a Castelvetrano via Sciacca e Menfi, collegandosi a sua volta nella stazione di San Carlo alle località servite dalla linea per Palermo Sant'Erasmo, che con il medesimo scartamento avrebbe consentito l’interscambio dei carri merci, ma tale progetto venne accantonato quando fu evidente l’inadeguatezza delle ferrovie a scartamento ridotto.
Il tracciato della linea tra Sciacca e l'allora Bivio Sciacca ha subito una modifica rispetto al progetto iniziale, a causa di una plaga franosa, dalla lunghezza di quasi due chilometri ed estesa per un chilometro e mezzo dal mare al monte, manifestatasi tra i due torrenti Carabollace e Bellapietra, che ha comportato dovere allontanare la linea dal mare, e quindi da questa frana, per portarla a monte in terreni saldi, con un leggero allungamento e un maggior percorso in galleria, con tre gallerie, due delle quali molto importanti, quella, lunga poco più di un chilometro, sotto l'abitato di Sciacca e la galleria San Giorgio, lunga oltre 3700 metri, a monte della frana suddetta.
Lasciata la stazione di Verdura e superato l'omonimo fiume con un viadotto a cinque arcate di 15 metri ciascuna, la linea lasciava il territorio della città termale di Sciacca entrando nel territorio di Ribera, zona di produzione di agrumi, risalendo a quota 190,10 dove era posta la stazione di Ribera, di poco più bassa del paese. La stazione, inaugurata il 26 febbraio 1917 insieme alla tratta Ribera–Cattolica Eraclea, rimase stazione di testa per sei anni fino al 2 luglio 1923, quando venne aperta la tratta Ribera–Sciacca. La stazione di Ribera tornò ad essere di testa nel 1978, quando con la chiusura della tratta Ribera–Porto Empedocle i treni provenienti da Castelvetrano terminavano la loro corsa a Ribera e dal piazzale esterno alla stazione partivano gli autobus sostitutivi in direzione Porto Empedocle.

L'ingresso lato Sciacca della stazione di Ribera ormai dismessa con l'armamento ancora presente

Da Ribera la linea, dopo avere attraversato una galleria, oggi impraticabile, lunga 1124 metri sotto l'abitato di Ribera, discendendo dirigeva verso l'interno, e, dopo aver superato il fiume Magazzolo, con un ponte a cinque luci di 15 metri ciascuna, giungeva alla stazione di Magazzolo, oggi abbandonata e fatiscente. La stazione, il cui nome originario era Bivio Greci, ubicata in aperta campagna, nel territorio comunale di Calamonaci, venne costruita nell'ambito dei lavori di costruzione della tratta tra Ribera e Cattolica Eraclea realizzata dalla Ferrovie dello Stato nel 1915, a notevole distanza dai centri abitati, allo scopo di stabilirvi la confluenza della progettata linea ferrata proveniente da Cianciana e Lercara. Con il completamento nel 1924 della linea per Lercara, cambiò il suo nome in stazione di Magazzolo, dal nome dall'omonimo fiume che scorre nei pressi, perdendo di importanza quando nel 1959 venne chiusa la linea Lercara-Filaga-Magazzolo. 
Dalla stazione di Magazzolo la linea dirigeva nuovamente verso la costa sviluppandosi in salita per contornare il Monte Sara, rientrando nel territorio comunale di Ribera con la fermata di Monte Sara non distante dell'area attrezzata Monte Sara per poi discendere ed attraversare il fiume Platani, con un ponte a cinque arcate, ciascuna di 20 metri, e risalendo, dopo avere attraversato in galleria il Colle Rotondo per una lunghezza di 725 metri, giungeva alla stazione di Cattolica Eraclea, inaugurata il 16 giugno 1915 insieme alla tratta Cattolica Eraclea-Siculiana e rimasta stazione di testa fino al 26 febbraio 1917, quando venne aperto il tratto Cattolica Eraclea-Ribera. In quasi tutta la tratta compresa tra l'ex-stazione di Magazzolo e Cattolica Eraclea il binario è coperto dal terreno.
Proseguendo con pendenze e contropendenze che non oltrepassavano il 25 ‰ la linea raggiungeva le stazioni di Montallegro, Siculiana Marina, Siculiana e Realmonte, prima di raggiungere Porto Empedocle, con le stazioni molto prossime ai relativi abitati omonimi. 
Nel tratto Cattolica-Porto Empedocle vi sono quattro opere d'arte maggiori, un viadotto a tre arcate di 12 metri ciascuna sul vallone Saia, tra le stazioni di Cattolica Eraclea e Montallegro, un'altra a tre arcate di 8 metri di luce ciascuna sul torrente Canne, poche centinaia di metri dopo Siculiana Marina un terzo a quattro luci di 10 metri ciascuna sul vallone Forte, tra Siculiana e Realmonte e un ponte in ferro obliquo sul fiume Ciuccafa di 20 metri di luce retta, nel territorio di Porto Empedocle

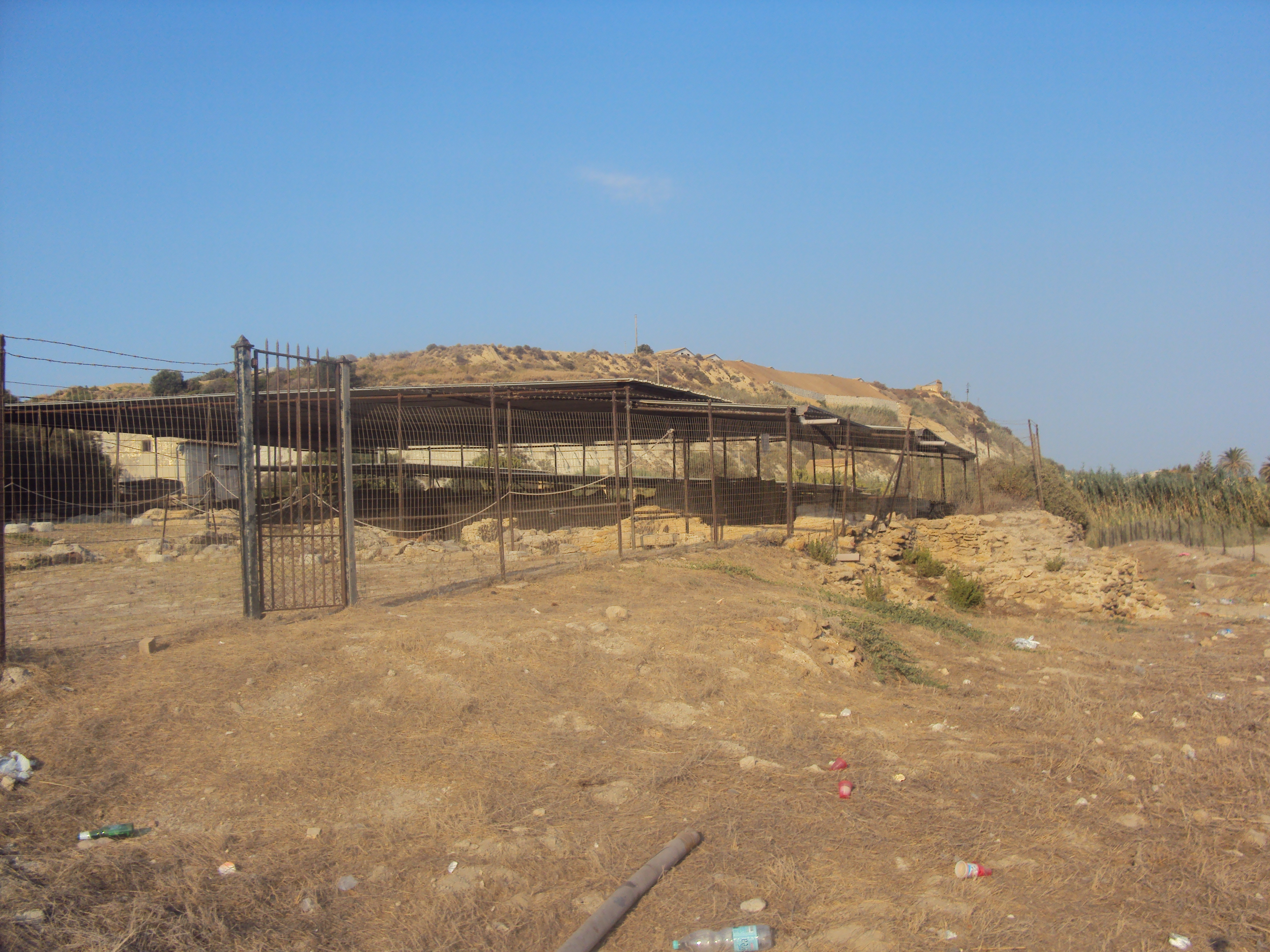
La Villa romana di Punta Grande che era lambita dalla linea

Proseguendo verso l'ex stazione di Montallegro l'ex-sedime è divenuto strada campestre e proseguendo verso l'ex Stazione di Siculiana Marina e fino a all'ex stazione di Siculiana l'ex-sedime è quasi totalmente abbandonato. Da Montallegro fino a Porto Empedocle la linea correva parallelamente alla Statale 115, e da Siculiana Marina parallela alla costa, con l'ex-sedime divenuto una strada rurale tra Siculiana e Realmonte e tra Realmonte e la l'ex fermata di Punta Piccola, già nel comune di Porto Empedocle, con la fermata al servizio della omonima frazione, con un tratto di ex-sedime trasformato in strada asfaltata, tra queste due stazioni e fino a Porto Empedocle.
Da Realmonte la linea correva dinnanzi una miniera di sale, discendendo verso la Scala dei Turchi e correndo lungo la costa raggiungeva la fermata di Punta Piccola dopo aver lambito la Villa romana di Punta Grande, la cui scoperta avvenne nel 1907 durante i lavori di scavo per la realizzazione della ferrovia. In questo tratto percorrendo la linea in senso inverso da Porto Empedocle in direzione di Castelvetrano, risalendo dalla Villa Romana di Punta Grande, la lunga salita per contrada Scavuzzo, nei pressi della miniera di sale, le locomotive a vapore procedevano così lentamente da consentire ai viaggiatori di poter scendere dal treno e raccogliere frutta e verdura dalle campagne circostanti.
Dalla fermata di Punta Piccola la linea, dopo avere attraversato il torrente Ciuccafa con un ponte in ferro obliquo di 20 metri di luce retta, proseguiva, raggiungendo la fermata di Porto Empedocle Cannelle, oggi trasformata in biblioteca comunale, e proseguendo raggiungeva poi la stazione di Porto Empedocle Succursale, inaugurata nel 1950, a doppio scartamento con un raccordo per la stazione marittima, oggi dismesso, e con la sezione a scartamento ridotto interrata.
Il tracciato infine raggiungeva il capolinea della Stazione di Porto Empedocle Centrale.
Dopo che nel 1951 venne realizzato di doppio scartemento, mediante l'interposizione di un binario a scartamento ridotto tra il binario a scartamento ordinario, utilizzando il tracciato della linea a scartamento ordinario già esistente della ferrovia Palermo-Agrigento-Porto Empedocle, la linea raggiungeva la stazione di Agrigento Bassa, da dove i treni provenienti da Castelvetrano, invertendo il loro senso di marcia, potevano proseguire fino alla stazione di Agrigento Centrale, sfruttando il tratto comune alla linea a scartamento ridotto Agrigento-Naro-Licata. 

#### La ferrovia dei templi

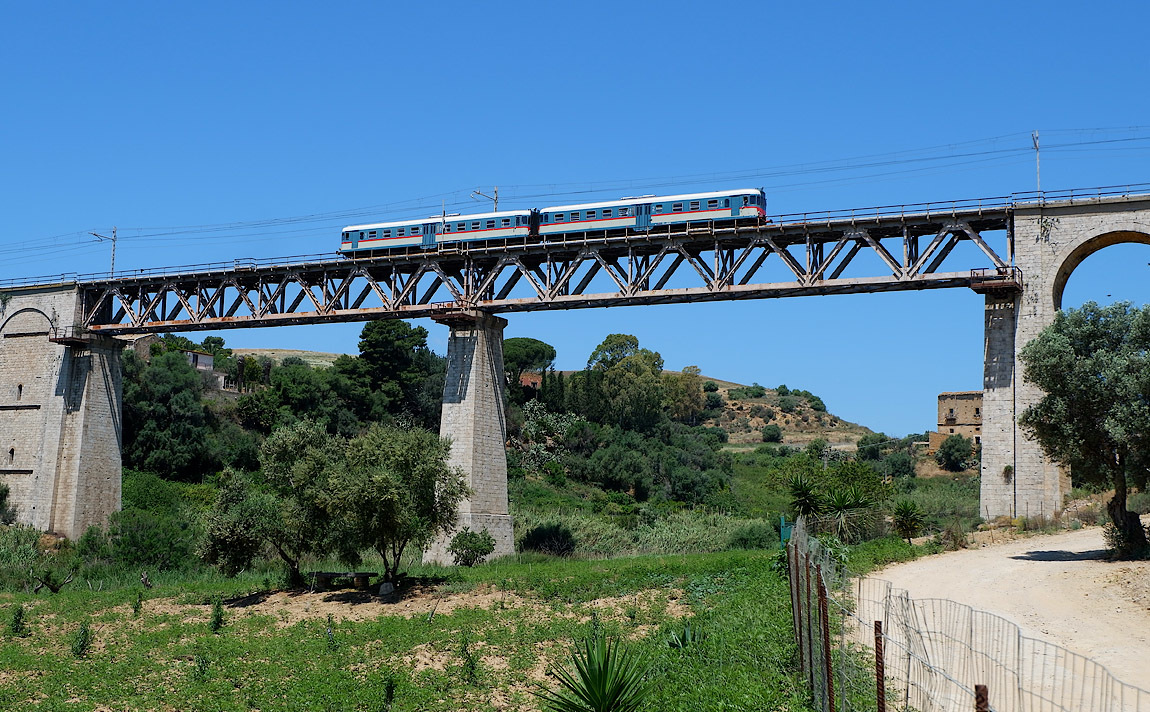
Il viadotto sul fiume San Leone

Nel tratto tra Porto Empedocle Succursale e Agrigento Bassa, unico tratto della linea ancora in esercizio, il traffico ferroviario, con servizio esercitato a spola, è limitato ai soli treni speciali organizzati dall'associazione "Ferrovie Kaos", che ha in custodia una parte dell'area ferroviaria empedoclina e istituisce, in collaborazione con Trenitalia e con la Regione Siciliana, degli speciali convogli, nei mesi estivi e durante la sagra del mandorlo in fiore, che ha sede ogni anno nel capoluogo. 
La tratta ferroviaria, che oggi costituisce la ferrovia dei templi, ed è gestita da Rete Ferroviaria Italiana e Fondazione FS Italiane, è una delle ferrovie turistiche nazionali. 
La tratta, oggi elettrificata ed esclusivamente a scartamento normale, lasciata la stazione di Porto Empedocle Succursale, riaperta all'esercizio dopo 38 anni il 12 marzo 2016 e diventata così il capolinea della ferrovia turistica dei templi, subito dopo la stazione di Porto Empedocle Centrale affronta una rapida ascesa dl 30 ‰ attraversando subito dopo la Galleria del Kaos, proprio sotto la tomba di Luigi Pirandello uscendo dalla quale scavalca con il maestoso viadotto Sant'Anna un ramo del fiume San Leone, superato il quale incontra la fermata Tempio di Vulcano, di fronte al giardino della Kolymbetra, fermata istituita ad hoc nel 2001, che dopo la quasi immediata chiusura è stata nuovamente riattivata dal 2014.
La ferrovia costeggia quindi la Valle dei Templi e dopo un'altra breve galleria sotto il Monte Cappello attraversa un vallone laterale del fiume San Leone con un viadotto in parte in pietra e in parte in ferro dal quale è possibile ammirare da un lato la Valle dei Templi e dal lato opposto l'abitato di Agrigento; subito dopo la linea sottopassa il viadotto Akragas della SS 115; proseguendo la linea sottopassa il colle di San Gerlando attraverso la galleria Mulino a Vento e dopo aver superato due passaggi a livello protetti da barriere, attraversato in galleria il quartiere periferico di Quadrivio Spinasanta e sottopassato la linea per Agrigento Centrale, giunge ad Agrigento Bassa, dove invertendo il senso di marcia i treni raggiungono la stazione di Agrigento Centrale.

## Materiale rotabile

### Mezzi di trazione

RALn 60 con rimorchio RDLn 32 in transito nel tratto tra Menfi e Capo San Marco nel 1981

All'atto dell'apertura delle prime tratte vennero utilizzate le locomotive a vapore del gruppo R.401 a quattro assi accoppiati. Le macchine nonostante le buone qualità non si dimostrarono adatte a causa del passo rigido troppo lungo e presto vennero trasferite in Libia.
Le locomotive che prestarono il loro servizio fino alla chiusura della linea furono comunque le locomotive del gruppo R.301 e la loro versione a vapore surriscaldato R.302. Le R.301 in numero di 18 unità vennero assegnate ai depositi di Castelvetrano e Porto Empedocle già a partire dal 1912 e poi concentrate a Castelvetrano all'atto del completamento della linea nel 1924. Per un certo tempo circolarono anche delle locomotive articolate Mallet del gruppo R.440.
A seguito della chiusura della linea ferroviaria Trieste-Parenzo intorno al 1930 vennero utilizzate anche alcune locomotive del tipo "P" previa trasformazione dello scartamento da bosniaco (760 mm) a metrico (950 mm) effettuata dalle officine di Palermo Sant'Erasmo. Dette locomotive rimasero in servizio fino alla metà degli anni cinquanta.
Nel 1926 la linea fu oggetto di un esperimento innovativo con l'immissione di un prototipo di automotrice, denominata CER 870.001, di costruzione congiunta FS e Officine Savigliano con motore diesel MAN da 150 hp e trasmissione elettrica. L'esperimento non diede comunque luogo a nessun seguito e di lì ad alcuni anni si persero le tracce del rotabile.
Nel 1949 vennero assegnate al servizio viaggiatori le nuove automotrici RALn 60 con le relative rimorchiate di costruzione Fiat e nel 1954 l'Ansaldo fornì due locomotori da manovra RD.212 che nelle intenzioni avrebbero potuto svolgere anche servizio di linea ma erano sprovvisti di freno continuo e il fatto rimase senza seguito. Si dovette aspettare il 1981 perché arrivassero due nuove e moderne locomotive, le RD.142 atte al servizio di linea, a dare il cambio alle, ormai stanche R.302 ma era troppo tardi, poiché nella lunga attesa sulla linea si era quasi azzerato anche il servizio merci.

### Materiale rimorchiato

Carro merci scoperto a sponde alte a scartamento ridotto in servizio sulla linea Castelvetrano-Porto Empedocle

Sulla linea Castelvetrano - Porto Empedocle sono state utilizzate tutte le categorie di veicoli che costituivano il vasto parco rotabili della rete siciliana a scartamento ridotto.
- Carrozze a carrelli con compartimenti di I e di III classe a terrazzini con freno a vuoto tipo Hardy.
- Bagagliai a carrelli di tipo similare con comparto postale. Alcuni erano muniti di ruota dentata per il servizio sulle rampe delle linee diramate a cremagliera.
- I carri merci ricalcavano le tipologie in uso nella rete a scartamento ordinario FS ed erano di tipo aperto, a sponde alte e a sponde basse, chiuso, serbatoio e pianale.

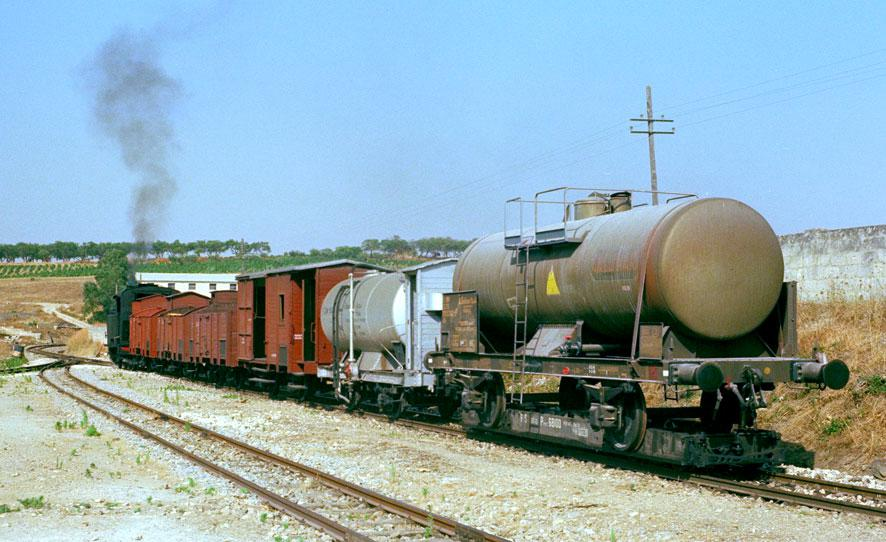
Treno merci in manovra alla stazione di Menfi nel 1974; in coda un carro cisterna a scartamento ordinario per trasporto vino su carro Prnz 68.100

Tutti i rotabili della linea, eccetto le automotrici e le locomotive diesel erano muniti di freno continuo automatico a vuoto, sistema Hardy. Il sistema era simile a quello in uso presso tutte le ferrovie del Regno Unito e venne scelto probabilmente perché, date le troppe pendenze elevate della rete a scartamento ridotto, garantiva un elevato standard di sicurezza in caso di rottura della condotta del freno anche nel caso limite di guasti al sistema frenante. Alcuni carri vennero tuttavia modificati dagli anni sessanta in poi con il sistema frenante ad aria compressa Westinghouse per essere utilizzabili al traino delle automotrici RALn 60.
Una particolarità della linea è stata l'uso, a partire dal 1960 dei carri Prnz 68.100 che erano in grado di trasportare carri a scartamento ordinario a due assi, di passo fino a 6,10 m e peso assiale fino a 18 t; il sistema era molto più sicuro di altri perché il carro trasportato veniva a trovarsi a cavallo del telaio del carro trasportatore e permetteva maggiore velocità, fino alla categoria IV delle norme FS.
Per il trasporto dei rotabili sulle linee a scartamento ordinario verso le officine o per i trasferimenti erano presenti anche due carri "culla", dislocati uno a Castelvetrano e uno a Porto Empedocle. Sono stati utilizzati in occasione del trasferimento delle automotrici cedute alla Circumetnea, per il trasporto della RALn 60 a Villarosa e per restanti trasferimenti di locomotive a vapore dopo la chiusura della linea. L'unico veicolo superstite di questa tipologia è il carro di servizio Prz 696.207, costruito nel 1920, attualmente presente a Castelvetrano e vincolato dalla Soprintendenza ai Beni Culturali di Trapani. Il mezzo, grazie alla sua robustezza e semplicità costruttiva, si presenta, nonostante il totale abbandono, in discrete condizioni, mostrando solo segni di ossidazione.

## Nuova ferrovia Castelvetrano-Porto Empedocle
Negli ultimi tempi si è tornato a parlare di un nuovo collegamento ferroviario tra Castelvetrano e Porto Empedocle, al fine di chiudere l'anello ferroviario attorno alla Sicilia. Il sito "Sicilia in progress" supportato da tecnici attivi nella progettazione ferroviaria, ha ipotizzato una moderna ferrovia del tutto ex-novo che esclude un recupero della linea preesistente, a causa delle asperità e della tortuosità del vecchio tracciato, il cui vecchio sedime è stato in parte utilizzato per altri usi, quali strade carrabili o la pista ciclabile tra Porto Palo di Menfi ed il fiume Carboj.
La nuova linea ipotizzata, a scartamento ordinario, avrebbe una lunghezza complessiva di 88,5 km a binario unico, con caratteristiche plano-altimetriche abbastanza flessibili da consentire da una parte l'adattamento al territorio impervio da attraversare e dall'altra di non penalizzare troppo la velocità commerciale e la possibilità di trasporto merci. La linea dovrebbe avere un raggio di curvatura minimo di 1 000  metri, consentendo una velocità massima di 160 km/h in Rango C, ad eccezione della curva in uscita da Castelvetrano, in raccordo alla linea esistente, che avrebbe il raggio di curvatura di 750 m e sarebbe l’unica sotto i 1000 m. dell’intera linea. La pendenza non dovrebbe essere superiore al 20 ‰ dovuta alla necessità di ridurre al minimo opere d’arte impegnative quali viadotti e soprattutto gallerie.